# 朱讓栩

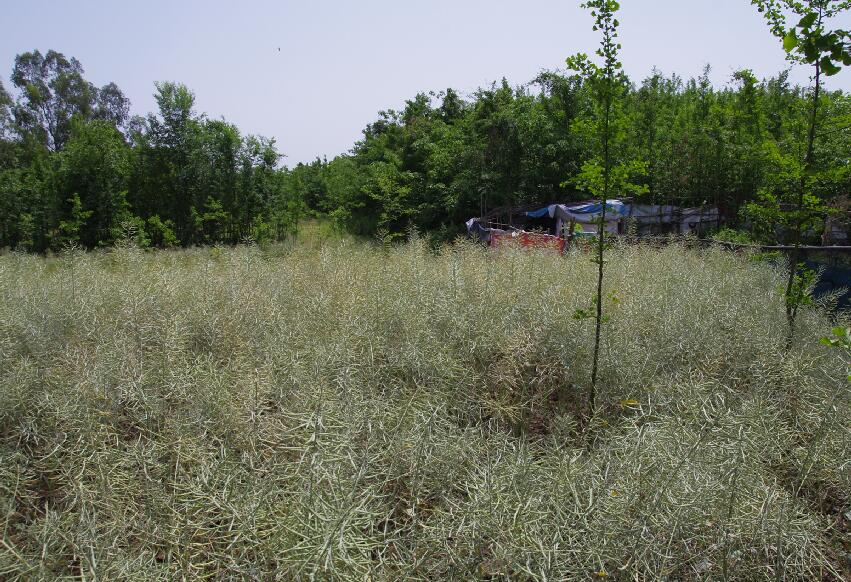
明蜀王陵中的香花寺蜀王陵（蜀成王陵）

蜀成王朱讓栩（1501年—1547年），明朝第九代蜀王，昭王朱賓瀚嫡第長子。
生于弘治十四年（1501年）。正德五年（1510年）襲封蜀王，在位三十七年。以贤明喜儒雅著称，不近声色犬马。正德年间叛乱频繁，朱让栩捐出二千两作为军饷。四川都司都指揮劉永昌曾向朱讓栩勒索“金幣珍寶，積且以千計”，巡按御史鄒堯臣舉奏劉永昌不法十事，朝廷將劉永昌停職。嘉靖二十六年（1547年）朱讓栩去世，兩年後的嘉靖二十八年（1549年）其子康王朱承爚嗣位。著有《長春競辰稿》十六卷。
蜀成王陵位于成都市龍泉驛區十陵街道青龍村5組，陵園座西向東，長490米，寬140米，占地面積101.5畝。1958年興建東風渠時特意繞過以防損壞。